# Polygaloides vayredae
Polygaloides vayredae är en jungfrulinsväxtart som först beskrevs av Costa, och fick sitt nu gällande namn av Otto Karl Anton Schwarz. Polygaloides vayredae ingår i släktet Polygaloides och familjen jungfrulinsväxter. Inga underarter finns listade i Catalogue of Life.